# Эшбак
Эшбак (фр. Eschbach) — коммуна на северо-востоке Франции в регионе Гранд-Эст (бывший Эльзас — Шампань — Арденны — Лотарингия), департамент Нижний Рейн, округ Агно-Висамбур, кантон Рейшсоффен.
Площадь коммуны — 3,97 км², население — 920 человек (2006) с тенденцией к стабилизации: 930 человек (2013), плотность населения — 234,3 чел/км².

## Население
Население коммуны в 2011 году составляло 931 человек, в 2012 году — 933 человека, а в 2013-м — 930 человек.
| 1962 | 1968 | 1975 | 1982 | 1990 | 1999 | 2006 | 2008 | 2011 | 2012 | 2013 |
| ---- | ---- | ---- | ---- | ---- | ---- | ---- | ---- | ---- | ---- | ---- |
| 775  | 843  | 919  | 874  | 922  | 951  | 920  | 925  | 931  | 933  | 930  |

Динамика населения:

## Экономика
В 2010 году из 629 человек трудоспособного возраста (от 15 до 64 лет) 494 были экономически активными, 135 — неактивными (показатель активности 78,5 %, в 1999 году — 73,3 %). Из 494 активных трудоспособных жителей работали 469 человек (251 мужчина и 218 женщин), 25 числились безработными (10 мужчин и 15 женщин). Среди 135 трудоспособных неактивных граждан 45 были учениками либо студентами, 66 — пенсионерами, а ещё 24 — были неактивны в силу других причин.